# خوش به حالت (ترانه)
«خوش به حالت» آهنگی از خواننده‌ی آمرکایی سلنا گومز است. این آهنگ از دومین آلبوم استودیویی‌اش احیا است.